# ديانا دوندوي
ديانا دوندوي (بالرومانية: Diana Dondoe)‏ (من مواليد 22 ديسمبر 1982) عارضة أزياء رومانية تم اكتشافها في بوخارست ، رومانيا من قبل جياني بورتمان، وهو عارض الأزياء الروماني. دوندوي، تجيد اللغة الإنجليزية والإسبانية.
ظهر في العديد من الحملات مثل شانيل، مياو مياو، برادا، سيلين، دونا كاران، موسكينو، جان بول غوتييه، لا بيرلا، بالينكياغا وصناعة الملابس السويدية إتش أند أم لمجموعة ملابس السباحة. في عام 2009 ظهرت في الحملة الإعلانية لربيع وصيف للجمهور مع روكيت لي. كما ظهرت على أغلفة مجلة فوغ الفرنسية، وفوغ اليابانية، وفوغ الاسبانية، سيلف سيرفيس، ومجلة أي دي، دبليو، مجلة 10، وفلير .
في عام 2005 ، قدمت عرضًا لتقويم Pirelli في مشهد استوائي في ريو دي جانيرو، تم تصويره بالأبيض والأسود من قبل المصور الفرنسي باتريك ديمارشيلير.
في عام 2009 ، ظهر دوندو في فيلم وثائقي عني Picture Me: A Model's Diary ، حيث وثق المخرج أولي شيل صعود نموذج سارة زيف. تعيش في باريس برفقة رفيقها الممثل الفرنسي كزافييه لومايتر.

## روابط خارجية
- ديانا دوندوي على موقع دليل عارضات الأزياء (الإنجليزية)

- http://www.style.com/peopleparties/modelsearch/person920
- http://www.gettyimages.fr/photographies/diana-dondoe-4343814#actor-xavier-lemaitre-and-his-companion-diana-dondoe-attend-the-by-picture-id847972014
- The Internet Fashion Database